# Albuca trachyphylla
Albuca trachyphylla är en sparrisväxtart som beskrevs av U.Müll.-doblies. Albuca trachyphylla ingår i släktet Albuca och familjen sparrisväxter. Inga underarter finns listade i Catalogue of Life.